# Peder Rasch
Bent Peder Rasch (Copenaghen, 31 maggio 1934 – Vancouver, 26 novembre 1988) è stato un canoista danese.

## Palmarès

### Olimpiadi
- Oro a Helsinki 1952 nel C2 1000 metri.